# Can Minguet (Arenys de Munt)
Can Minguet és una obra eclèctica d'Arenys de Munt (Maresme) protegida com a Bé Cultural d'Interès Local.

## Descripció
Edifici cantoner que consta de planta baixa i dos pisos. A la planta baixa hi ha la porta d'entrada i una finestra. Al primer pis hi ha un balcó gran que ocupa tota la façana, i en el segon sis finestres petites i rectangulars. Els elements decoratius són d'estil modernista. La façana està rematada per una balustrada.